# Coupe du monde de ski de fond 1986-1987
Navigation
Édition précédente Édition suivante
La 6e édition de la Coupe du monde de ski de fond s'est déroulée du 10 décembre 1986 au 21 mars 1987. Le Suédois Torgny Mogren remporte le classement général chez les hommes pendant que la Finlandaise Marjo Matikainen remporte la Coupe du monde.

## Classements

### Classements généraux
| Rang | Nom                | Points |
| ---- | ------------------ | ------ |
| 1    | Torgny Mogren      | 115    |
| 2    | Thomas Wassberg    | 98     |
| 3    | Gunde Svan         | 83     |
| 4    | Vegard Ulvang      | 74     |
| 5    | Vladimir Smirnov   | 64     |
| 6    | Alexei Prokourorov | 62     |
| 7    | Pierre Harvey      | 60     |
| 8    | Thomas Eriksson    | 59     |
| 9    | Harri Kirvesniemi  | 57     |
| -    | Kari Ristanen      | 57     |

| Rang | Nom                     | Points |
| ---- | ----------------------- | ------ |
| 1    | Marjo Matikainen        | 127    |
| 2    | Anfisa Reztsova         | 97     |
| 3    | Marianne Dahlmo         | 95     |
| 4    | Marie-Helene Östlund    | 85     |
| 5    | Brit Pettersen          | 75     |
| 6    | Anette Bøe              | 61     |
| 7    | Evi Kratzer             | 60     |
| 8    | Anne Jahren             | 59     |
| 9    | Grete Ingeborg Nykkelmo | 53     |
| 10   | Raisa Smetanina         | 51     |

## Calendrier et podiums

### Hommes
| Étape                                                                      | Lieu                | Épreuve         | Date             | Vainqueur          | Deuxième           | Troisième               |
| -------------------------------------------------------------------------- | ------------------- | --------------- | ---------------- | ------------------ | ------------------ | ----------------------- |
| 1                                                                          | Ramsau am Dachstein | 15 km Libre     | 10 décembre 1986 | Gunde Svan         | Kari Ristanen      | Vegard Ulvang           |
| 2                                                                          | Cogne               | 15 km Libre     | 13 décembre 1986 | Gunde Svan         | Torgny Mogren      | Vladimir Smirnov        |
| 3                                                                          | Davos               | 30 km Classique | 20 décembre 1986 | Thomas Eriksson    | Vladimir Smirnov   | Christer Majbäck        |
| 4                                                                          | Calgary             | 15 km Classique | 10 janvier 1987  | Harri Kirvesniemi  | Torgny Mogren      | Christer Majbäck        |
| Championnats du monde de ski nordique 1987 (12 février au 21 février 1987) |                     |                 |                  |                    |                    |                         |
| 5                                                                          | Lahti               | 30 km Libre     | 1er mars 1987    | Alexei Prokourorov | Torgny Mogren      | Albert Walder           |
| 6                                                                          | Falun               | 30 km Libre     | 7 mars 1987      | Pierre Harvey      | Alexei Prokourorov | Torgny Mogren           |
| 7                                                                          | Kavgolovo           | 15 km Libre     | 14 mars 1987     | Torgny Mogren      | Vegard Ulvang      | Pål Gunnar Mikkelsplass |
| 8                                                                          | Oslo                | 50 km Classique | 21 mars 1987     | Thomas Wassberg    | Per Knut Aaland    | Thomas Eriksson         |

### Femmes
| Étape                                                                      | Lieu                | Épreuve         | Date             | Vainqueur               | Deuxième           | Troisième               |
| -------------------------------------------------------------------------- | ------------------- | --------------- | ---------------- | ----------------------- | ------------------ | ----------------------- |
| 1                                                                          | Ramsau am Dachstein | 10 km Libre     | 10 décembre 1986 | Marianne Dahlmo         | Natal'ja Furlatova | Susann Kuhfittig        |
| 2                                                                          | Val di Sole         | 5 km Classique  | 13 décembre 1986 | Brit Pettersen          | Marie Johansson    | Grete Ingeborg Nykkelmo |
| 3                                                                          | Cogne               | 20 km Libre     | 20 décembre 1986 | Grete Ingeborg Nykkelmo | Marianne Dahlmo    | Karin Thomas            |
| 4                                                                          | Calgary             | 10 km Classique | 10 janvier 1987  | Evi Kratzer             | Annika Dahlman     | Angela Schmidt-Foster   |
| Championnats du monde de ski nordique 1987 (12 février au 21 février 1985) |                     |                 |                  |                         |                    |                         |
| 5                                                                          | Lahti               | 5 km Libre      | 28 février 1987  | Marjo Matikainen        | Anfisa Reztsova    | Antonina Ordina         |
| 6                                                                          | Falun               | 30 km Libre     | 7 mars 1987      | Anette Bøe              | Marjo Matikainen   | Marianne Dahlmo         |
| 7                                                                          | Kavgolovo           | 10 km Libre     | 15 mars 1987     | Marjo Matikainen        | Anfisa Reztsova    | Marie-Helene Östlund    |
| 8                                                                          | Oslo                | 20 km Classique | 21 mars 1987     | Brit Pettersen          | Raisa Smetanina    | Anne Jahren             |